# El Combate (La Corunya)
El Combate fou un setmanari que es publicà a La Corunya entre 1901 i 1903.

## Història i característiques
Va aparèixer en febrer de 1901. Setmanari republicà, contenia articles escrits per coneguts polítics republicans com Joaquín Costa, Francesc Pi i Margall, Alejandro Lerroux o Emilio Castelar, i altres articles d'Antón Villar Ponte, Vicente Blasco Ibáñez o Émile Zola. També comptava amb les col·laboracions de Fernando Halcón, Alfredo Calderón, Emilio Menéndez Pallarés, Rodríguez de la Hermida, Manuel Sánchez Roel i Víctor Oscáriz. Publicació de marcat caràcter polític, en la major part dels seus números tractava esdeveniments de la vida política gallega i espanyola. Fou continuat per Tierra Gallega.